# Joseph Kony
Joseph Kony (Odek, aldea al este de Gulu, en el norte de Uganda, circa 1961) es el principal dirigente del grupo terrorista paramilitar denominado Ejército de Resistencia del Señor (llamado en inglés Lord's Resistance Army, LRA), actualmente embarcado en una campaña para establecer un gobierno teocrático en Uganda. Ideológicamente, el grupo es una mezcla sincrética de misticismo, nacionalismo Acholi, y fundamentalismo bíblico. El LRA, que se ha ganado una mala reputación por la brutalidad que ejerció contra la población del norte de Uganda, secuestró y forzó a aproximadamente 20.000 niños a unirse al LRA desde el inicio de la rebelión en 1987, y en tiempos posteriores, habría secuestrado también a más de 40.000 niños y niñas y desplazado alrededor de 1,8 millones de personas en Acholi, Lango, Teso y la región Sudoeste del Nilo.

## Ejército de Resistencia del Señor
El LRA está acusado de secuestrar a niños para usarlos como soldados y  niñas para utilizarlas como esclavas sexuales. 
Como parte de su iniciación, se rumora que se los obliga a estos niños a que maten a sus propios padres para que no tengan hogares a los que regresar. 
Una vez secuestrados, los niños son explotados como mulas, cargando suministros del LRA hasta que están demasiados débiles para caminar o imposibilitados para hacer los trabajos exigidos por los comandantes de LRA. 
En ese momento son asesinados o simplemente se los abandona a su suerte para que mueran. 
Los niños secuestrados también sirven de blancos y señuelos, se les envía a primera línea (desarmados) cuando el Ejército de Uganda se encuentra con el LRA. 
También, las denuncias afirman que aquellas niñas a quienes Kony o sus comandantes superiores encuentran atractivas, son secuestradas y forzadas a convertirse en sus "esposas", en caso de que ellas se nieguen, son violadas y posteriormente asesinadas. 
En esta misma denuncia, se dice que a los niños cautivos que causan problemas, se les cortan la nariz, orejas y/o labios. Y que luego de esto, como acto disciplinario, se los obliga a comer su propia carne.

## Perseguido por la Corte Penal Internacional
El 20 de febrero de 2012, el colectivo "Invisible Children", lanzó una campaña que tiene como objetivo llevar a Kony a la justicia internacional por sus actos inhumanos. El proyecto, Kony 2012, creado en un principio por Jason Russell, cuenta con más de 1.000.000 de participantes y con el apoyo de celebridades en las redes sociales para la difusión de un vídeo-denuncia. Su objetivo es recoger dinero para continuar con su labor social de reconstruir los poblados y familias que el L.R.A. ha destruido, y hacer que la sociedad presione a las autoridades estadounidenses al objeto de prestar ayuda a Uganda para conseguir detener a Kony antes de que acabe el 2013 y, de esta manera, darles fin a las atrocidades que comete contra niños africanos. En noviembre de 2022, el fiscal de la Corte Penal Internacional quiere procesar a Joseph Kony.